# Stroudia hirta
Stroudia hirta  (лат.) — вид одиночных ос (Eumeninae).

## Распространение
Африка: ЮАР (N Cape, Loriesfontain).

## Описание
Длина осы 7 мм. По некоторым признакам напоминает одиночных ос вида Stroudia emilaevigata G.Soika, 1976. Взрослые самки охотятся на гусениц для откладывания в них яиц и в которых в будущим появится личинка осы.